# بطولة تونس للكرة الطائرة للرجال 2000-2001
بطولة تونس للكرة الطائرة للرجال 2000-2001 هو الموسم رقم 46 من بطولة تونس للكرة الطائرة للرجال.

فاز بهذا الموسم النجم الرياضي الساحلي.

## روابط خارجية
- الموقع الرسمي للجامعة التونسية للكرة الطائرة.